# Vellozia squamata
Vellozia squamata là một loài thực vật có hoa trong họ Velloziaceae. Loài này được Pohl miêu tả khoa học đầu tiên năm 1828.